# EIDAS

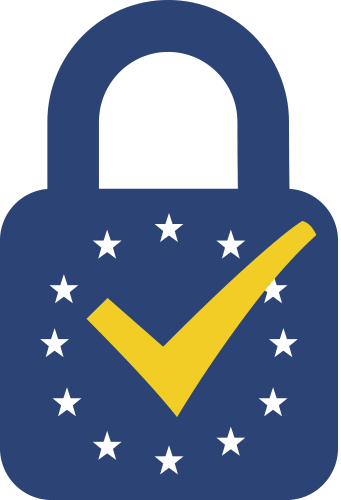
자격이 있는 신뢰할 만한 서비스에 붙이는 EU 신뢰 마크

eIDAS(electronic IDentification, Authentication and trust Services, 한국어: 전자 식별, 인증 및 신뢰 서비스)는 "전자 거래를 위한 전자 식별 및 신뢰 서비스"를 관리한다는 목적을 명시한 EU 규정이다. 이 법안은 2014년에 통과되었으며 해당 조항은 2016년부터 2018년 사이에 발효되었다.
2023년에 제안된 법률 변경을 통해 모든 EU 정부는 중간자 공격을 수행하고 암호화된 통신을 포함한 모든 인터넷 메시지를 감시할 수 있다. 사이버 보안 연구원, NGO, 시민 사회 단체는 이 제안이 인권, 개인 정보 보호 및 존엄성에 대한 위협이라고 비난했다.

## 같이 보기
- 다요소 인증